# Game Boy Light
De Game Boy Light is een draagbare spelcomputer van Nintendo en de tweede uitbreiding van de oorspronkelijke Game Boy (nog met een zwart-wit beeldscherm; nog vroeger enkel in groene tinten). De spelcomputer is, enkel in Japan, op de markt gekomen in 1998.
De Game Boy Light heeft een backlight, waar de naam van de handheld naar verwijst. Dit is de voornaamste uitbreiding op de Game Boy Pocket.
Spelcomputers · Draagbare spelcomputers (Lijst van draagbare spelcomputers)